# Otwarta Pracownia
Otwarta Pracownia – niekomercyjna galeria sztuki współczesnej, prowadzona od 1995 r. przez Stowarzyszenie Artystyczne „Otwarta Pracownia” na krakowskim Kazimierzu. 
Galeria pokazuje prace artystów ze wszystkich obszarów sztuki współczesnej. Placówka wystawiennicza posiada stałe godziny otwarcia. Informacje na temat aktualnych wystaw i wydarzeń są dostępne na stronie galerii.

## Artyści
Obecni artyści współpracujący z Otwartą Pracownią: Bettina Bereś, Olgierd Chmielewski, Ignacy Czwartos, Jacek Dłużewski, Wojciech Głogowski, Jerzy Grochocki, Michał Hankus, Jerzy Hanusek, Miho Iwata, Bartłomiej Jarmoliński, Ewa Juszkiewicz, Koji Kamoji, Krzysztof Klimek, Lech Kolasiński, Marek Kuś, Piotr Lutyński, Robert Maciejuk, Dariusz Mlącki, Monika Niwelińska, Marcin Pawłowski, Maria Pyrlik, Sławomir Toman.
Ponadto w galerii swoje prace wystawiali m.in. Janusz Bałdyga, Jerzy Bereś, Ireneusz Bęc, Cezary Bodzianowski, Wojciech Ćwiertniewicz, Dorota Chilińska, Marek Firek, Marcin Kędzierski, Jerzy Kosałka, Tomasz Kozak, Ewa Pełka, Zbigniew Sałaj, Jadwiga Sawicka, Marek Sobczyk, Marian Stępak, Grzegorz Sztwiertnia, Andrzej Wasilewski, Maria Wasilewska, Ewa Zarzycka.